# Добрые услуги
«Добрые услуги» — в международном праве одно из средств мирного разрешения споров между государствами; содействие какого-либо государства или международного органа установлению контакта и началу непосредственных переговоров между спорящими сторонами, направленных на мирное урегулирование конфликта. «Добрые услуги» носят характер совета, необязательного для спорящих сторон.

## Регулирование
На международно-правовом уровне получили закрепление в Конвенции 1899 года о мирном разрешении международных столкновений, а впоследствии были подтверждены Конвенцией 1907 года. Упоминание добрых услуг также содержится в Манильской декларации 1982 года. Косвенно на применение этого способа указывает Устав ООН (ст. 2, 33, 36, 38 Устава).

## Применение
Государство, оказывающее добрые услуги, участия в самих переговорах или в рассмотрении спора по существу не принимает. Этим данный способ разрешения спора отличается от посредничества. Тем не менее, в некоторых случаях добрые услуги могут переходить в посредничество.
Целью добрых услуг является установление контактов между спорящими сторонами. Добрые услуги могут оказывать государства (в том числе коллективно) или международные организации. Как правило, они не принимают участия в переговорах, если сами спорящие государства не попросят об этом.
Добрые услуги могут применяться как в условиях мира, так и военного конфликта.

## Примеры
Примером добрых услуг, имевших большое прогрессивное значение для международных отношений, являются добрые услуги Советского Союза, приведшие к встрече представителей Индии и Пакистана и подписанию ими Ташкентской декларации 1966 года. В современной практике государством, оказывающим добрые услуги можно назвать Швейцарию, которая создаёт условия для проведения международных переговоров.